# Iniciativa de limpieza de la isla de Malta
El Ministerio de Medio Ambiente de Malta organiza la Campaña de limpieza de islas desde 2020 en colaboración con las organizaciones Project Green (ing. Proyecto Verde) y Saving Our Blue (ing. Salvando a Nuestro Azul). Esta iniciativa se celebra cada año con el objetivo de concienciar al público sobre la importancia de proteger los valles y las zonas costeras de Malta. Se anima a las empresas privadas, colegios, organizaciones no gubernamentales y muchos otros grupos a registrar sus campañas de limpieza locales para contribuir a un medio ambiente más limpio. Los participantes reciben el equipo necesario, incluidos guantes, bolsas, vehículos para residuos, así como instrucciones de seguridad, para un proceso de limpieza seguro y eficiente. En la iniciativa llevada a cabo en 2023 participaron más de 500 voluntarios de 20 organismos gubernamentales, organizaciones no gubernamentales y empresas privadas, como Meridian Gaming y Heritage Malta.
En la iniciativa del año 2023 participaron más de 500 voluntarios de 20 organismos estatales, organizaciones no gubernamentales y empresas privadas. Durante la campaña del año 2022 se recogieron más de 2.000 toneladas de basura, lo que resultó en la plantación de 4.000 nuevos árboles. Las campañas de limpieza se organizan durante la estación de verano, y por cada tonelada de basura recogida se plantan dos árboles. 
El objetivo de la campaña es tener un efecto duradero en el medio ambiente. Se ayudó a los participantes a pesar los residuos que recolectan durante sus campañas locales y a separarlos en el lugar según las normas vigentes de separación de residuos, para garantizar que todos los materiales reciclables sean procesados adecuadamente. Todas las organizaciones participantes reciben un certificado por sus esfuerzos para crear un entorno más limpio y saludable.

## Fundación de la organización Proyecto Verde
El Ministerio de Medio Ambiente de Malta publicó en 2022 los planes para el establecimiento de Project Green, una nueva agencia destinada a implementar el plan gubernamental de siete años para proporcionar a las familias de Malta y a la isla de Gozo más jardines públicos, parques y otros espacios abiertos. 
Miriam Dalli, ministra de Medio Ambiente, Energía y Empresas, anunció sus planes en el Parlamento durante un debate sobre la estimación del presupuesto del ministerio para el año 2023. A la agencia se le ha confiado un plan de siete años para invertir 700 millones de euros en la creación, mantenimiento y mejora de jardines públicos y otros espacios abiertos en Malta y Gozo, con el fin de que todos los residentes puedan disfrutar de espacios recreativos verdes, sin importar dónde vivan en la isla.
Project Green involucrará a residentes, trabajadores y empresas de las comunidades donde se llevan a cabo los proyectos y compartirá sus ideas y aspiraciones para estos proyectos. El ministerio también quiere empezar a mirar los espacios verdes abiertos de manera diferente a través del Proyecto Verde.
Project Green involucrará a residentes, trabajadores y empresas de las comunidades donde se realizan los proyectos, y compartirá sus ideas y aspiraciones para estos. El ministerio también quiere empezar a considerar los espacios verdes abiertos de una manera diferente a través del Project Green. La organización colaborará con otros organismos gubernamentales, ayuntamientos, organizaciones no gubernamentales y otras entidades que ya trabajan para hacer de Malta un lugar más verde, reuniéndolos para alcanzar este importante objetivo. Cualquier persona interesada puede registrarse para participar de forma gratuita.